# Zoanthus mantoni
Zoanthus mantoni är en korallart som beskrevs av author unknown. Zoanthus mantoni ingår i släktet Zoanthus och familjen Zoanthidae. Inga underarter finns listade i Catalogue of Life.